# Ophrys minuticauda
Ophrys minuticauda är en orkidéart som beskrevs av Louis Duffort. Ophrys minuticauda ingår i ofryssläktet, och familjen orkidéer. Inga underarter finns listade i Catalogue of Life.